# شاه رکن عالم، ملتان
شاه رکن عالم (به انگلیسی: Shah Rukan e Alam) یک منطقهٔ مسکونی در پاکستان است که در ناحیه ملتان واقع شده‌است.